# Frank Crawford (Physiker)
Frank Stevens Crawford (* 25. Oktober 1923 in Scranton; † 28. Juli 2003 in San Rafael) war ein US-amerikanischer Physiker. Er war Professor an der University of California, Berkeley.

## Leben
Crawford studierte zunächst Musik in Phoenix (Arizona), wurde 1943 in die USAAF einberufen und war Funker in einem B-17-Bomber in Italien. Dabei wurde er auch einmal über Jugoslawien abgeschossen und durch die Partisanen wieder außer Landes geschmuggelt. Ab 1946 studierte er Physik in Berkeley mit dem Bachelor-Abschluss 1948 und wurde 1953 bei Luis Alvarez promoviert. Crawford war Mitglied des Teams von Alvarez in Berkeley, denen in den 1950er und 1960er Jahren zahlreiche Entdeckungen in der Elementarteilchenphysik mit Blasenkammern gelang, die nach der Erfindung durch Donald Glaser von Alvarez und Mitarbeitern in Berkeley weiterentwickelt wurden (sie ersetzten den von Glaser verwendeten Äther durch flüssigen Wasserstoff). Alvarez erhielt vor allem deshalb 1968 den Nobelpreis. Sie entdeckten zahlreiche neue Teilchen und Resonanzen und auch als Nebenprodukt Muonen-katalysierte Kernfusion. Ab 1958 war Crawford Mitglied der Fakultät in Berkeley, forschte aber auch weiter am Lawrence Berkeley Laboratory.
Er war musikalisch interessiert und spielte eine Reihe von Instrumenten von Flöte, Klarinette und Saxophon bis zum Klavier. Ab den 1970er Jahren gab er Kurse in Akustik und über Musikalische Akustik und er erfand ein Blasinstrument, bestehend aus einer flexiblen Metallröhre für Gasinstallationen (corrugahorn), das er auf dem Campus demonstrierte und verkaufte. Aus seinem Interesse für Wellenphänomene entstand der bekannte Band 3 des Berkeley Physics Course über Wellen, erschienen 1968. Ab den 1970er Jahren publizierte er viele Artikel im American Journal of Physics, die sich oft mit der Physik alltäglicher Phänomene befassten. Er baute optische und akustische Demonstrationsexperimente, die teilweise in den Fluren der Physik-Fakultät in Berkeley ausgestellt waren.
1977 war er ein Pionier in Adaptiver Optik und demonstrierte flexible Spiegel (rubber mirror) zum Ausgleich der optischen Verzerrungen durch atmosphärische Turbulenzen. Ab Ende der 1970er Jahre arbeitete er mit Richard A. Muller zusammen an der frühen automatisierten Supernova-Suche.
1991 ging er in Berkeley in den Ruhestand und beschäftigte sich zuletzt theoretisch mit kosmologischen Fragen. Zuletzt litt er an der Parkinson-Erkrankung. Er war zweimal verheiratet und hatte einen Sohn und eine Tochter aus erster Ehe.